# 邢纓
邢纓（1453年—1510年），字文甫，號濯菴，湖廣黃州府蘄州黃梅縣人，軍籍，明朝政治人物。

## 生平
湖廣鄉試第三十二名舉人，成化二十三年（1487年）中式丁未科會試第一百三十八名，三甲第七十一名進士。弘治二年（1489年）授長洲縣知縣，在任期間有政績，九年（1496年）六月升山東道監察御史，十三年（1500年）四月丁憂，服闋，起為福建道監察御史，正德二年（1507年）巡按陝西，四年（1509年）正月升雲南按察司副使，五年（1510年）七月卒於官。

## 家族
曾祖邢德茂；祖父邢仕聰；父邢暹，贈長洲縣知縣。母周氏。